# チョイ・ボンゲ
チョイ・ボンゲ（Choi Bounge）は、SNK（SNKプレイモア）の対戦型格闘ゲーム『ザ・キング・オブ・ファイターズ』シリーズに登場する架空の人物。

## キャラクター設定
SNKのゲームキャラクターが一堂に会する対戦型格闘ゲーム『ザ・キング・オブ・ファイターズ』（以下『KOF』と表記）の第1作目『KOF'94』（以下『'94』と表記）にキム・カッファンが率いる「キムの教育してやるチーム」（韓国代表）として初出場する。それ以降は『KOF2002』（以下『2002』と表記）までナンバリングタイトルには全て登場している。
キムの許での更生生活を送る前は、昼は精肉店を営み、夜は通り魔をするという二重生活を送っていた。通り魔をする際には映画『エルム街の悪夢』のフレディ・クルーガーを思わせる自作の鉄の爪を両手に付けている（キムに捕まった後の試合出場時も同じ）。しかし、脱獄したチャン・コーハンを捜索中のキムに襲いかかるが彼の「飛燕斬」によって返り討ちに遭い、チャンと共に更生を受けることになる。なお、開発者のコメントでは『KOF'96』（以下『'96』と表記）の時点で殺人歴・逮捕歴はないとされている。
悪役ではあるが、至って陽気な性格で、語尾に「…でヤンス」と付ける口癖がある。
妻がいるという設定があるが、ゲーム中のストーリーではゲームボーイアドバンス作品『ザ・キング・オブ・ファイターズEX』の会話中に出てくるのみである。
山高帽とサングラスを付けていて、帽子の下はスキンヘッド（『'98UM』では、Mr.ビッグ、チャン、チョイでチームを組むと、スキンヘッドチームのエンディングイラストが表示される）。
多少のアレンジを加えつつ、キムの技をいくつか習得している。チャンとともに未だに更生完了と認められていないが、『KOF'99』（以下『'99』と表記）のバックストーリーでチャンがジョン・フーンの住む日本に修行に行かされて、2人とも離れ離れになった時には寂しがったり、昔を振り返って「自分たちも丸くなった」と思うようになったりするなど、初期の頃に比べるとだいぶ更生している。チャンとともに『KOF'97』（以下『'97』と表記）までは2人ともキムの更生から逃げ出す気だったが、『'99』以降は半ば諦めており、何だかんだ言いつつキムやジョンを慕っているような発言も見られるようになった。
『KOF2000』（以下『2000』と表記）のエンディングではチャンと共にゼロ・キャノンを喰らって互いの人格が入れ替わってしまうが、『KOF2001』（以下『2001』と表記）のバックストーリーではチャンと互いに頭をぶつけあって元に戻っている。
『KOF2003』から『KOF XIII』まで長らく参戦していなかったが、『KOF XIV』（以下『XIV』と表記）ではチャンと共に酒場で酔って大暴れして投獄され、同じ刑務所に投獄されていた超カリスマ凶悪犯ザナドゥに感化されて「悪人チーム」の一員として参戦する。チョイは『XIV』で初投獄にもかかわらずザナドゥのことを知っていた。だが『XIV』のエンディングではザナドゥについていけず決別を決意する。『KOF XV』のキムのエンディングではチャンと共にキムのもとに戻っており、この3人とジョンとルオンが焼肉屋でパーティーをしている。
『KOF'95』（以下『'95』と表記）までの服装はTシャツにサスペンダー、茶色のスラックスだったが、『'96』から『2002』までは上着だけキムと同じ道着を着ている。『XIV』では服装が緑色の横縞の長袖Tシャツとオレンジ色の囚人服に変更され、サングラスはゴーグル状にアレンジされて横から見ても目元が見えないようになり、鉄の爪のデザインが変更されている。

### カプコンとのクロスオーバー
カプコンとのクロスオーバー作品では、『CAPCOM VS. SNK 2 MILLIONAIRE FIGHTING 2001』でチャンのサポートキャラクターとして登場し、『SNK VS. CAPCOM SVC CHAOS』では単独の操作キャラクターとして登場する。『CAPCOM VS. SNK 2』では『'94』の時の衣装で登場し、『SVC CHAOS』では『'96』の時の服装で登場する。
『CAPCOM VS. SNK 2』では個別勝利メッセージがチャンと彼との掛け合いになっていて、掛け合い勝利メッセージの一部はチャンの代わりに彼が喋っている。個別勝利メッセージではリュウに対して、チャンに賛同して「キムを倒して欲しい」と頼み込んでいる。掛け合い勝利メッセージでは、藤堂竜白から「徒手空拳を極めろ」と言われた際に「自分たちの武器はアクセサリー」と発言して、マキに対しては「自分とチャンは2人で1人」と発言している。
『SVC CHAOS』ではベガからの誘いを断り、バルログに対しては鉄爪使いということで「キャラクター性が被っている」と指摘している。その一方でテリー・ボガードとガイルからは小柄な体格ゆえに子供と思われてしまっている（テリーは後に子供でないと気付くものの、「小さいおっさん」呼ばわりしている）。また、豪鬼には蠅呼ばわりされて激怒する描写もある。

### その他の客演
『リアルバウト餓狼伝説』ではキムのバックストーリーとエンディング画面に登場して、『リアルバウト餓狼伝説』では韓国ステージにキムがいるときに条件を満たすと空中を飛ぶチャンにぶら下がっており、『リアルバウト餓狼伝説2』では韓国ステージの背景に登場している。
『大乱闘スマッシュブラザーズ SPECIAL』のDLCステージの「KOFスタジアム」では背景キャラクターの1人として登場する。
『THE KING OF FIGHTERS ALLSTAR』では通常のチョイのほか、2019年7月30日より女体化されたプリティー・チョイが登場。赤いメッシュが入った長い黒髪をポニーテールに纏め、頭にサングラスを引っ掛けた大人びた女性。ボーダー柄はそのままに丈が短くなったシャツとハーフパンツ及びロングブーツの組み合わせで、腹部や太ももなどが露出した衣装になっている。

## ゲーム上の特徴
『KOF』の登場キャラクターの中でもひときわ小柄な体格であり、その分攻撃のリーチも短く設定されているが、チョイの最大の特徴は、機動性の高さ（歩行の早さ、ジャンプの跳躍力の高さと飛距離の長さとジャンプの早さ）である。大きく離れていても、相手の頭上から襲い掛かり、懐に飛び込みを仕掛ける戦法が得意、下方への攻撃判定が強く、多段ヒットし、相手をめくる効果も持つジャンプ強パンチはチョイの主力となる技である。小柄である分、相手の攻撃が空振りすることも少なくない。
『'97』ではキムの奥義である「鳳凰脚」を装備。発生が速いうえに高威力であり、チョイの連続技の幅が広がった。レバーを入れた方向へ空中から突っ込んでいく「旋風飛燕刺突」が強力で、相手を翻弄できる上に強力な連続技を狙うことが可能であった。『'99』では相手のガードを強制的に崩す上に「鳳凰脚」でキャンセルが掛かる「骸突き」が追加されて猛威を振るったが、『2000』ではこの性能が削除された。
素早い移動速度、突進技、ジャンプや必殺技を駆使して相手に捕らえられないように、常にちょこまかと動き回ることが肝要である。

## 技の解説

### 通常技
技名が公表されている『'94』 - 『'96』の名称のみ記載。
| 操作                                            | 立ち（近距離） | 立ち（遠距離）                                 | しゃがみ | 垂直ジャンプ                                        | 前方ジャンプ                                        | 後方ジャンプ                                        |
| ----------------------------------------------- | -------------- | ---------------------------------------------- | -------- | --------------------------------------------------- | --------------------------------------------------- | --------------------------------------------------- |
| 弱パンチ                                        | 肉裂き         | 肉突き                                         | 肉割り   | 肉刺し                                              | 肉刺し                                              | 肉刺し                                              |
| 強パンチ                                        | 肉刻み         | 肉削り                                         | 肉通し   | 肉切り                                              | 肉斬り                                              | 肉斬り                                              |
| 弱キック                                        | 騙し蹴り       | 卑劣蹴り                                       | 姑息蹴り | 卑怯蹴り                                            | 卑怯蹴り                                            | 卑怯蹴り                                            |
| 強キック                                        | 陰険蹴り       | 『'94』・『'96』：通り魔蹴り 『'95』：陰険蹴り | 狡猾蹴り | 闇討ち蹴り                                          | ボン蹴り（ボンゲリ）                                | ボン蹴り（ボンゲリ）                                |
| 攻撃避け                                        | 腹黒避け       | 腹黒避け                                       | -        | -                                                   | -                                                   | -                                                   |
| 『'94』：スルーアタック 『'95』：カウンター攻撃 | 肉殺し         | 肉殺し                                         | -        | -                                                   | -                                                   | -                                                   |
| ふっ飛ばし攻撃                                  | 外道蹴り       | 外道蹴り                                       |          | 『'94』：ボン蹴り（ボンゲリ） 『'95』以降：変態蹴り | 『'94』：ボン蹴り（ボンゲリ） 『'95』以降：変態蹴り | 『'94』：ボン蹴り（ボンゲリ） 『'95』以降：変態蹴り |
| ダッシュ                                        | 前ダッシュ     | 前ダッシュ                                     | -        | -                                                   | -                                                   | -                                                   |
| バックステップ                                  | バックステップ | バックステップ                                 | -        | -                                                   | -                                                   | -                                                   |

### 通常投げ
頭乗刺し（ずじょうさし）
強パンチ投げ。相手の肩の上に登り、引っ掻くようにして顔面を攻撃する。
下血突き（げけつづき）
『'97』で追加された強キック投げ。素早く相手の後ろに回り込み、尻に向かって爪を突き出す。
邪道蹴り（じゃどうげり）
『XIV』で「下血突き」の代わりに追加された通常投げ。相手の首を掴み、身体を反転させつつ蹴り飛ばす。

### 特殊技
通り魔蹴り（とおりまげり）
小さく前宙してからの浴びせ蹴り。『'94』では遠距離立ち強キックであり、『'95』以降に特殊技扱いとなった。『'95』では最大で3ヒットする。『'97』では近距離での強パンチから連続ヒットし、硬直中にコマンドを先行入力することで、「鳳凰脚」までつなげることもできる。
二段斬（にだんざん）
前転してから爪を振り上げた後、逆の爪を振り下ろす。『'94』ではヘビィ・D!の「ダンシングビート」と同じく投げ技タイプの打撃攻撃であり、近接距離の相手にコマンドを入力すると発動する技であった。「投げ技」ではないため、ガードで防がれる。特殊技が使用できない『'96』では削除され、『'97』では必殺技キャンセルが掛かるようになった。『'99』以降は使用しなくなった。
骸突き（むくろづき）
『'99』と『2000』でのみ使用。片脚を上げて体を横倒しにして、伸びをしながら両手の爪を揃えて突く。技名は『月華の剣士』の骸（チョイと同じ声優が声を当てている）から。初出の『'99』では、相手のガードを強制的に崩す効果があり、かつチョイのゲージがあれば「鳳凰脚」でキャンセル可能で、連続で繋がる（通常版のみ）。『2000』ではこの性能は削除された。
禿鷲蹴り（はげわしげり）
『XIV』で追加された技。空中から後述の「飛翔脚」に似た跳び蹴りを放つ。
三角とび（さんかくとび）
『XIV』で追加された技。ジャンプ中に画面端を蹴ることで軌道を変えつつ更に高く跳び上がる。

### 必殺技
竜巻疾風斬（たつまきしっぷうざん）
爪を水平に突き出して横回転しつつ垂直に飛び上がり切り刻む対空系の技。
飛翔空裂斬（ひしょうくうれつざん）
『'95』までは画面端に飛んだ後、壁を蹴って相手の頭上へ飛び、回転して切り裂く技。『'96』以降は壁を蹴って横に飛びつつ、錐揉み回転しながら爪で突く突進技。
旋風飛猿刺突（せんぷうひえんしとつ）
『'95』から使用。その場から直接真横に飛ぶ「飛翔空裂斬」のバリエーション。
方向転換（ほうこうてんかん）
『'96』以降の「飛翔空烈斬」および「旋風飛猿刺突」からの追加入力技。空中で停滞してから再び錐揉み回転突きで飛ぶ（飛ぶ方向はコマンド入力時のレバーの方向に憑拠）。何度か連続で入力可能で、回数は作品により異なる。『'97』と『'98』では、この技の当て方次第で強力な連続技を決めることも可能。
回転飛猿斬（かいてんひえんざん）
前転しながら近づき、相手と接触すると体の上を転がりながら切り刻んでいく。『'96』で削除されたが、『'98』からコマンドが変わって再び導入された。
奇襲飛猿突き（きしゅうひえんづき）
「回転飛猿斬」の前進中に出せる追加入力技。技名は『'98』から付けられた。前転を止め、前方に跳びながら両手の爪を揃えて突き出す。
飛翔脚（ひしょうきゃく）
『'95』にて追加された。キムの同名の技と同様のもの。『2000』以降は「回転飛猿斬」を当てた後にも出せる。『2002』まで使用していた。
疾走飛翔斬（しっそうひしょうざん）
『'96』にて追加された。爪を引き摺って一定の距離を疾走してから、飛び上がりつつ爪で切り裂く。『'99』以降は使用していない。
悲猿懺（ひえんざん）
『2000』にて追加された。技名は違うが、キムの「飛燕斬」と同様の技（動作自体は下記の「鳳凰脚」追加時の『'97』からある）だが、チョイの場合はタメコマンドではない。
強襲刺突（きょうしゅうしとつ）
『XIV』にて追加された技。ジャンプし、真下に向けて錐揉み回転突きを放つ。

### 超必殺技
超絶竜巻真空斬（ちょうぜつたつまきしんくうざん）
『'94』でのみ使用。その場でアクセルスピンのような動作で回転しつつ、自分を中心に竜巻を発生させて前方へ突進する。竜巻の攻撃自体は強力だが、チョイ本体は無防備。
真!超絶竜巻真空斬（しん!ちょうぜつたつまきしんくうざん）
『'95』から使用。上記の「超絶竜巻真空斬」の改良版。攻撃中はその場で停滞するが、レバーによる左右移動が可能で、竜巻で飛び道具を相殺することも可能。
鳳凰脚（ほうおうきゃく）
『'97』にて追加された。キムの同名の技と同様の乱舞技だが、「疾走飛翔斬」の動作で突進して、乱舞中は主に爪で切り刻むなど演出が異なる。『2002』まで使用していた。
真!超絶輪回転突刃（しん!ちょうぜつりんかいてんとっぱ）
『'99』と『2000』のみ使用。空中からオーラを纏いながら錐揉み回転突きで急降下する。
斬!猿月輪（ざん!えんげつざん）
『2001』のみ使用。高速で移動して、2回切り裂く。
疾走狂人斬（しっそうきょうじんざん）
『XIV』にて使用する。
杓死（しゃくし）
『2002』から使用のMAX2。『SVC CHAOS』ではEXCEED。
真!超絶旋風飛猿刺突（しん!ちょうぜつせんぷうひえんしとつ）
『XIV』で使用するCLIMAX超必殺技。

### ストライカー動作
挑発三昧
『'99』と『2000』でのストライカー動作。呼び出すと操作キャラクターの前に出てきて踊り出し、相手が接近すると「竜巻疾風斬」を繰り出す。自分と相手を巻き込むようにして当てると、大ダメージを与えられる。
通り魔突き
『2001』でのストライカー動作。突進して、相手の背後から爪で尻を刺す。

## その他
- 彼の名字「チョイ」（Choi）は、本来の朝鮮語では二重母音ではなく「チェ」（Choe / Ch'oe）と発音される。名字に該当する漢字が「崔」であるためで、「崔 洪萬」「崔 龍洙」「崔 志宇」を「チェ・ホンマン」「チェ・ヨンス」「チェ・ジウ」と読むのと同じである。これは名字のローマ字表記を朝鮮語読みにせず、そのまま日本語のローマ字読みにしたためと思われる。なお、日本語の漢字読みでは「さい」。
- 彼の名の「ボンゲ（번개）」は稲妻、転じて「電光石火のごとく素早い」ことを意味する朝鮮語の固有語である。このため、フルネームが「崔 稲妻」と漢字で表記されることもあるが、本来は名前の部分を漢字では書けないため、厳密にはこの表記は当て字であり正確ではない。
- 『KOF2000』には、マニアックストライカーとして「クールチョイ」というチョイが登場する。元のチョイよりも身長が伸びており、風貌も大きく異なる。服装は『KOF'94』のものをアレンジしているが、帽子の下に髪の毛がある。ストライカー動作は地面を滑るように前方へ突進しながら爪を振り回して攻撃するというもの。なお、ストライカー動作の攻撃の後には手の平でサングラスを上げる動作を取る。
- 『KOF'94』の当初の服装はモデルとなったフレディ・クルーガーと似た横縞の長袖セーターだったが、SNK海外部のスタッフによるチェックで修正を求められたため、製品版では無地の半袖Tシャツとサスペンダーになった[7]。

## 関連人物
- キム・カッファン - 更生指導、チームメイト
- チャン・コーハン - 更生修行の相棒、チームメイト
- ジョン・フーン - 更生指導、チームメイト、キムのライバル
- メイ・リー - キムの弟子、『KOF2001』でのチームメイト
- ザナドゥ - 『KOF XIV』でのチームメイト